# Šaolinski obračun
Šaolinski obračun (eng. Xiaolin Showdown) je američka animirana serija o četiri "redovnika" u Xiaolinskom hramu. Trenutačno je u trećoj sezoni i ne zna se hoće li biti četvrta.

## Likovi

#### Xiaolinska strana
- Omi: Trenirao je u hramu od rođenja. Element mu je voda. Gotovo uvijek nosi svoju šaolinsku odjeću i ima veliku, ćelavu žutu glavu, a kada je u borbi na čelu mu zasvijetli devet bijelih točaka. Ima veliki ego i ne zna točno izgovoriti engleske fraze (npr. kaže cold umjesto cool). Vegetarijanac je, a najveći strah su mu vjeverice.

- Raimundo: Na kraju treće sezone je postao vođa (Shoku ratnik) šaolinskih redovnika. Element mu je vjetar. Iz Brazila je, a odrastao je u Tobereju u putujućem cirkusu. Voli igrati nogomet, slušati muziku i zbijati šale na račun Omijeve glave. Također ispravlja Omijeve pogrešno izrečene fraze. Ima plišanog medvjedića ninja Freda.

- Kimiko: Element joj je vatra. Stalno mijenja frizure i odjeću i dobiva najnoviju tehnologiju od svog bogatog oca. Iz Japana je gdje ima oca koji vodi najveće poduzeće za proizvodnju igračaka u Aziji. Također se razbjesni kad Omi ne vjeruje u njezine sposobnosti jer je cura.

- Clay: Kauboj iz Teksasa. Element mu je zemlja. Gotovo uvijek ima kaubojski šešir i koristi kaubojske metafore i uzrečice. Najveći mu je strah njegova baka.

- Dojo Kanojo Cho: Zeleni zmaj bez stražnjih nogu. Može se povećati i također služi kao prijevozno sredstvo kada treba otići do Shen Gong Wua. Također se može promijeniti u vlak ili brod. Ne voli kada ga se zove macaklinom. Jako je odan učitelju Fungu i mrzi se razdvajati od njega (kadgod negdje mora ići na duže vrijeme ponijet će lutku koja podsjeća na njega). Imao je mnogo gospodara, a prvi mu je bio Dashi.

- Učitelj Fung: Mudar učitelj šaolinskih redovnika. Zadaje im kućanske poslove i zadatke da se nauče timskom radu, borbi protiv zla itd. Također izgovara mudre izrečice (koje Raimundo nerijetko ismijava) od kojih su neke poprilično bizarne.

- Dashi: Borio se s Wuyom proje 1500 godina i zarobio ju u jednostavnoj kutiji. Kada je Wuya postala materijalna Omi je otputovao u prošlost gdje mu je Dashi pristao napraviti novu kutiju (nakon šaolinskog obračuna). Kao i Omi ima žutu, ćelavu glavu. Poprilično je lijen i apatičan, ali majstor Borilačkih vještina.

#### Heylinska strana
- Wuya: Prije 1500 godina borila se s Dashijem i izgubila. Ostala je zarobljena u kutiji dok ju 1500 godina kasnije nije otvorio Jack Spicer. Izišla je u obliku duha, ali je kasnije dva puta vraćena u svoj ljudski oblik. Udružila se s Jackom, ali ga je par puta izdala i promijenila saveznike. Na kraju je odlučila ostati s Chase Youngom.

- Jack Spicer: Zli dječak genijalac. Želi pokoriti svijet, a Wuya mu je u tome pomagala. Često plače, vrišti, velik je slabić i ne uspijeva u planovima. Svaki saveznik kojeg je imao ga je izdao (pa čak i ako je to bio njegov vlastiti robot), a nekoliko je puta zamolio šaolinske redovnike da mu pruže sklonište. Iako je zao, jednom se pokušao pridružiti redovnicima.

- Chase Young: U početku se borio na Šaolinskoj strani, ali kada mu je Hannibal rekao da ga Guan, njegov najbolji prijatelj, pokušava izdati prešao je na Heylinsku stranu. Može se pretvoriti u čudovište slično krokodilu, majstor je borilačkih vještina, a ratnike koje pobijedi pretvara u tigrove, lavove ili pantere koji mu služe. Zainteresiran je za Omijeve borilačke vještine (čak ga je par puta učio neke napade) i želi da mu se pridruži na Heylinskoj strani što mu je jednom i uspjelo. Za razliku od ostalih zločinaca on poštuje svoju riječ. Nema interesa u Shen Gong Wue.

- Hannibal Roy Bean

- PandaBubba

- Tubbimura

- Mala Mala Jong

- Kiklop

## Shen Gong Wu
Obe strane skupljaju Shen Gong Wue tj. rukotvorine s čarobnim moćima. Svaki ima drukčiju moć i služi drugoj svrsi npr. Mač oluje stvara oluju, a Šaka Tebigonga omogućuje zadavanje udarca nadljudske snage. Kada netko želi koristiti moć Shen Gong Wua treba samo izreći njegovo ime.
Sve Shen Gong Wue su sakrili Dojo i Dashi prije 1500 godina po cijelom svijetu da ih Heylinska strana ne bi mogla koristiti. Ipak, nakon 1500 godina Wuya se oslobodila i šaolinski redovnici su dobili zadatak pronaći Shen Gong Wue prije nje. Shen Gong Wu miruje i dok se ne aktivira gotovo ga je nemoguće pronaći. Ipak, kada se aktivira Dojo i Wuya to osjete i mogu pronaći mjesto gdje se nalazi.

## Šaolinski obračun
Kada dva ratnika (iako može biti bilo koja osoba ili pak Shen Gong Wu) dotaknu Shen Gong Wu jedan od njih izazove drugoga na šaolinski obračun. Onaj koji prvi izazove drugoga smije postaviti pravila. Obračun može biti bilo što npr. skupljanje žireva, košarka ili utrka. Odabere se jedan Shen Gong Wu za svakog ratnika i kada su oba ratnika spremna uzviknu "Gong Jin Tanpai" (što znači priprema, pozor, sad! na kineski). Ratnik koji pobijedi zadrži svoj i protivnički Shen Gong Wu i također onaj zbog kojeg se obračun vodio.

#### Drugi obračuni
Iako se obračun u pravilu vodi između dva ratnika, ako više osoba dotakne Shen Gong Wu u isto vrijeme odabere se drugi tip obračuna.
Šaolinski Obračun Trio je kada se tri osobe natječu za Shen Gong Wu, a Šaolinski Obračun Tsunami je dva-na-dva obračun tj. kada se četiri ratnika natječu u dva tima. Također postoji Shen Yi Bu izazov gdje se natječu dva ratnika ali svaki koristi dva Shen Gong Wua. Ponekad se Shen Gong Wui zamijene tokom ove vrste obračuna.